# Pasmugi
Pasmugi [pronunciación en polaco: /pasˈmuɡi/] es un pueblo ubicado en el distrito administrativo de Gmina Borki, dentro del Condado de Radzyń Podlaski, Voivodato de Lublin, en Polonia oriental. Se encuentra aproximadamente a 4 kilómetros al suroeste de Borki, a 14 kilómetros al suroeste de Radzyń Podlaski, y a 51 kilómetros al norte de la capital regional Lublin.